# Train bleu d'Izmir
Pour les articles homonymes, voir Train bleu.
Le Train bleu d'Izmir est un train nommé, exploité quotidiennement par les TCDD entre Izmir et la capitale Ankara. 

## Histoire
Le Train bleu d'Izmir est mis en service le 17 mai 1983. Il fonctionne initialement à partir de la gare d'Izmir Alsancak.[réf. nécessaire]

## Caractéristiques
Le train est composé avec des voitures voyageurs assis, voitures couchettes et un wagon restaurant.

## Exploitation
Depuis 2006, il part de la gare d'Izmir Basmane. Il suit l'itinéraire Ankara - Eskişehir - Kütahya - Balıkesir - Manisa - Izmir. La durée moyenne d'un voyage est de 13 heures et 40 minutes,.
| Izmir           | 19h05           |
| Ankara          | 08:33           |
| Temps de voyage | 13 h 28 minutes |
| Ankara - Izmir  |                 |
| Gare            | 22006           |
| Gare            | Heure de départ |
| Ankara          | 20h00           |
| Izmir           | 09h25           |
| Temps de voyage | 13 h 25 minutes |